# Det personlige arbejde
Det personlige arbejde er en dansk dokumentarfilm fra 1994 med instruktion og manuskript af Arne Bro.

## Handling
Filmen følger en gruppe medarbejdere fra en stor arbejdsplads på et kursus i personlig udvikling. Kurset beskæftiger sig med grundlæggende problemstillinger for mennesker, der står overfor forandring. Filmen viser, hvad der sker med kursusdeltagerne, når de er i en udviklingsproces. I ansigter, replikker og kropsholdninger afspejles usikkerhed, modstand og begyndende bevægelse.